# Frank Brangwyn
Frank Brangwyn est un artiste peintre, dessinateur, graveur, tapissier britannique d'origine anglo-galloise, né à Bruges le 13 mai 1867 et mort à Ditchling dans le Sussex le 11 juin 1956.

## Biographie
Brangwyn naît le 13 mai 1867 à Bruges, où son père avait déménagé après avoir remporté un concours organisé par la guilde de Saint Thomas et Saint Luc pour les plans d'une église paroissiale. En 1874, la famille déménage au Royaume-Uni. Il étudie à la South Kensington Art School et travaille avec William Morris à Merton Abbey. Il décore la Chambre des lords au palais de Westminster. Brangwyn voyage en Algérie, au Maroc, au Proche-Orient et en Afrique du Sud. Il a été influencé par le mouvement symboliste comme John Ruskin et Siegfried Bing qui l’initie à l'art japonais ; il participe à la décoration de la façade de la maison de l'Art nouveau (Paris, 1895). En juin 1899, il devient membre de la Société nouvelle de peintres et de sculpteurs fondée à Paris. Il fait partie de l'école des peintres d'Étaples.
En 1908, il est membre du premier comité du London Salon organisé par l'Allied Artists' Association.
Durant les années 1920, il livre des gravures à la revue d'art Byblis.
Il a aussi réalisé des pièces d’orfèvrerie, du mobilier et des tapisseries.
Il épouse Lucy Ray en 1896 qui meurt sans descendance en 1924. Le couple loue « Temple Lodge » à Hammersmith en 1900 et construit « The Jointure », à Ditchling dans le Sussex en 1918. Frank Brangwyn y meurt le 11 juin 1956.

## Dans les collections muséales
En 1936, Frank Brangwyn lègue 450 peintures, aquarelles et estampes à la Ville de Bruges, qui sont actuellement conservées à l’Hôtel Arents (nl), un hôtel particulier du XVIIIe siècle. En retour, le roi Léopold III le fait Grand officier de l'ordre de Léopold II, et Bruges, citoyen d'honneur de la Ville.
Le Musée d'art et d'histoire d'Orange possède également une collection de ses œuvres offerte en 1940 par l’intermédiaire d'Édouard Daladier.
Le Bazar arabe de 1896, huile sur toile de 45 × 38 cm, est conservé à l'Abbaye de Flaran dans le Gers et fait partie de la Collection Simonow.

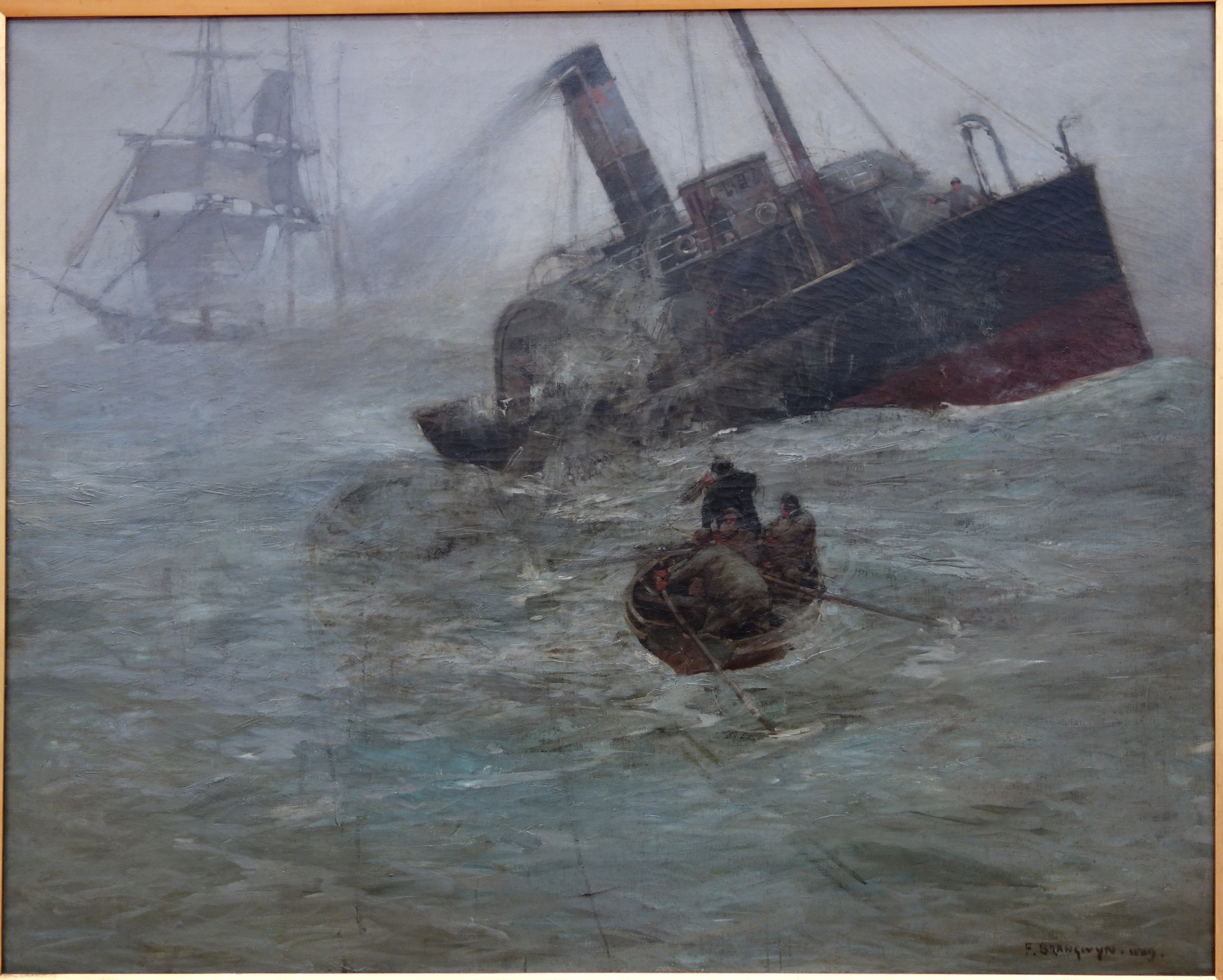
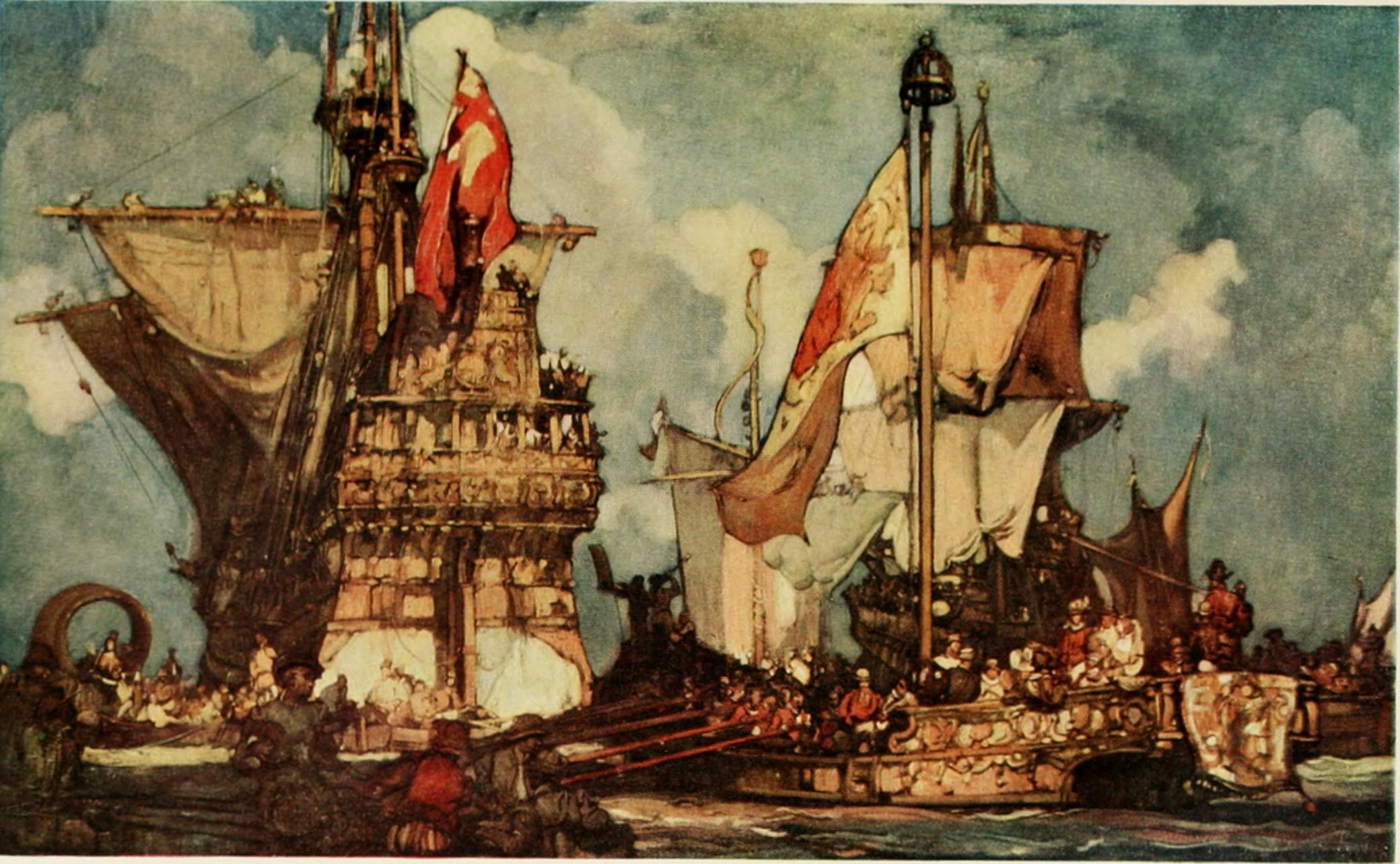
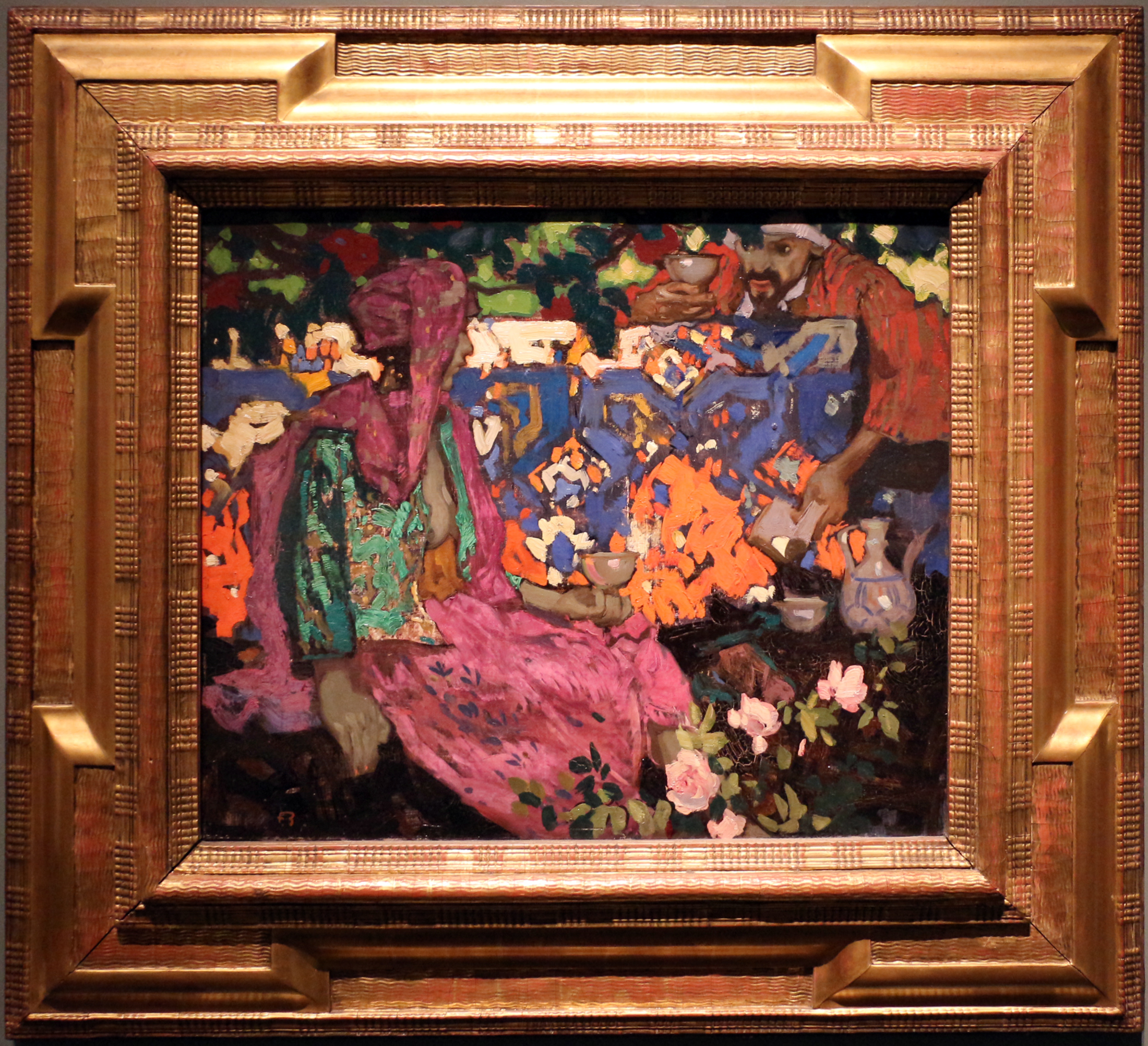
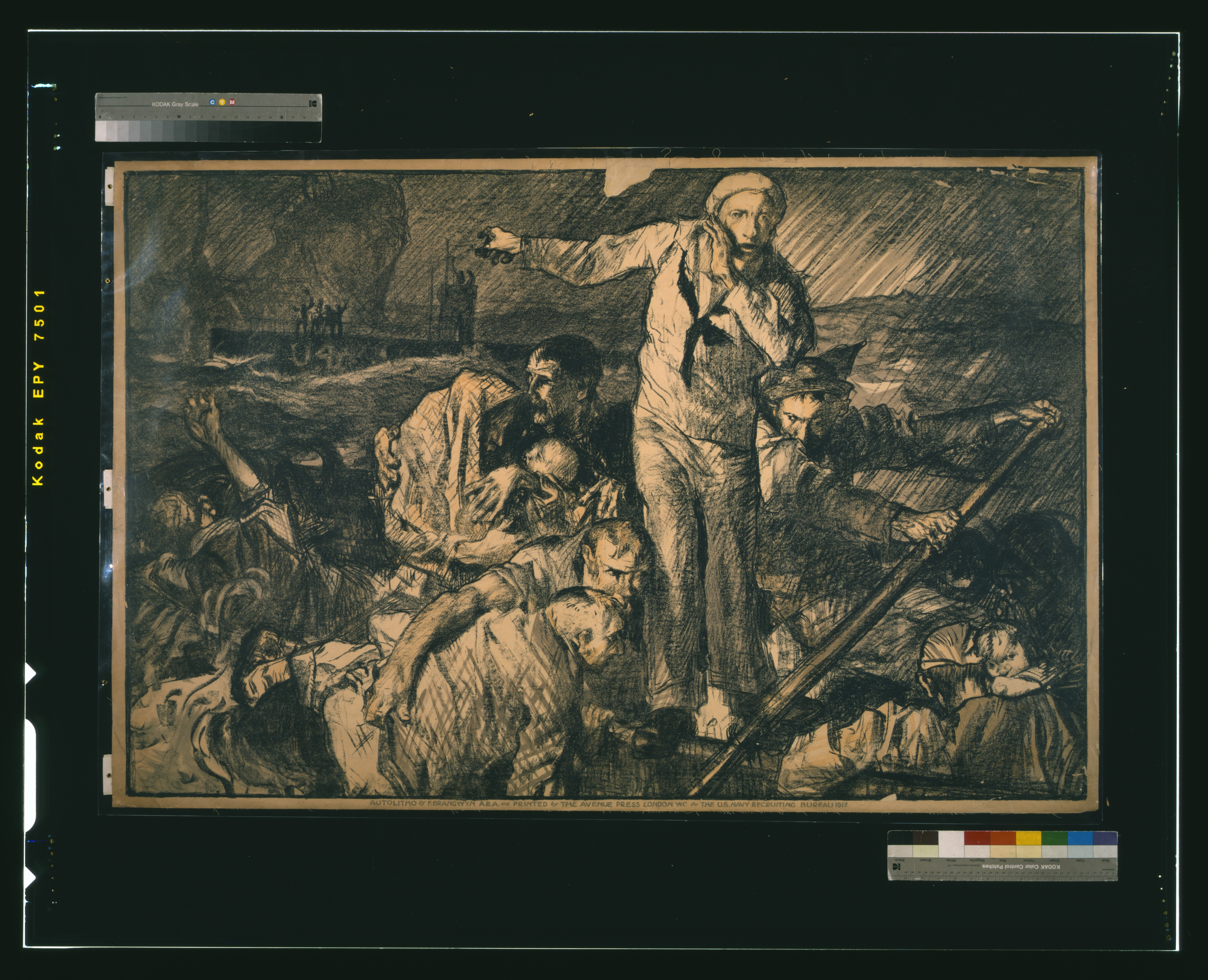
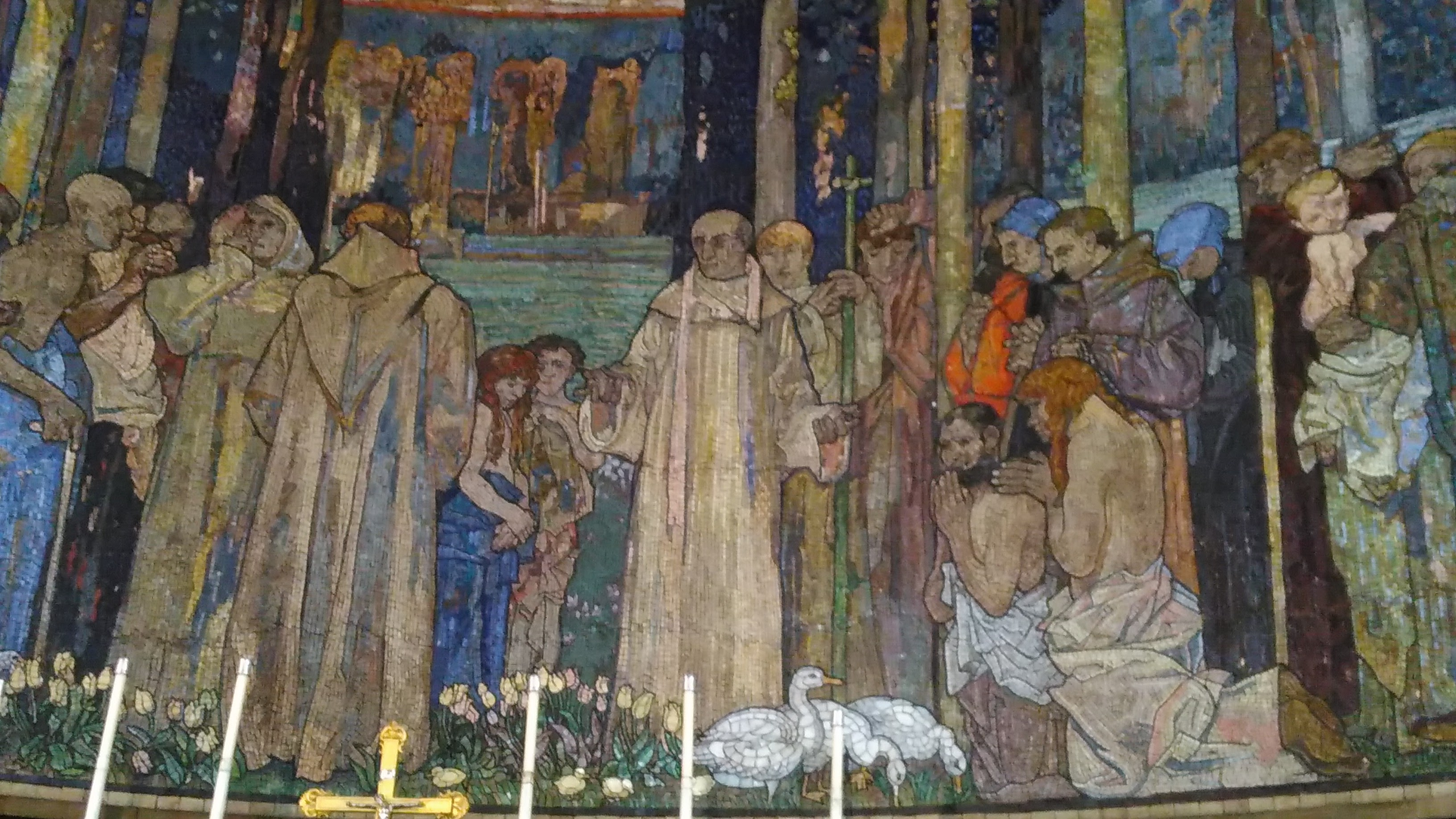

## Distinctions et honneurs
- Membre de la Royal Academy (RA -1919)[5]
- Chevalier (Knight Bachelor - 1941)[6]
- Grand officier de l'ordre de Léopold II